# 208
208 (CCVIII) var ett skottår som började en fredag i den julianska kalendern.

## Händelser

### Okänt datum
- Kejsar Septimius Severus låter reparerar Antonius mur (härav kallas muren ibland Severus mur).
- Severus, Caracalla och Geta inleder fälttåg mot kaledonierna och makaterna i Britannien.
- Artaban V blir kung av Partien.
- Ardashir I Papagan besegrar sin bror och blir härskare i Pars.
- Liu Bei flyr från Cao Cao under slaget vid Changban.
- Sun Quan, Zhou Yu, och Liu Bei besegrar Cao Cao i slaget vid Röda klipporna.

## Födda
- 1 oktober – Alexander Severus, romersk kejsare 222–235

## Avlidna
- Kong Rong, kinesisk lärd (avrättad)
- Liu Biao, protektor (härskare) över Jingzhou
- Cai Mao, kinesisk amiral (avrättad)
- Vologases V, härskare över Parterriket